# Tatjana Nikolajewna Moskalkowa

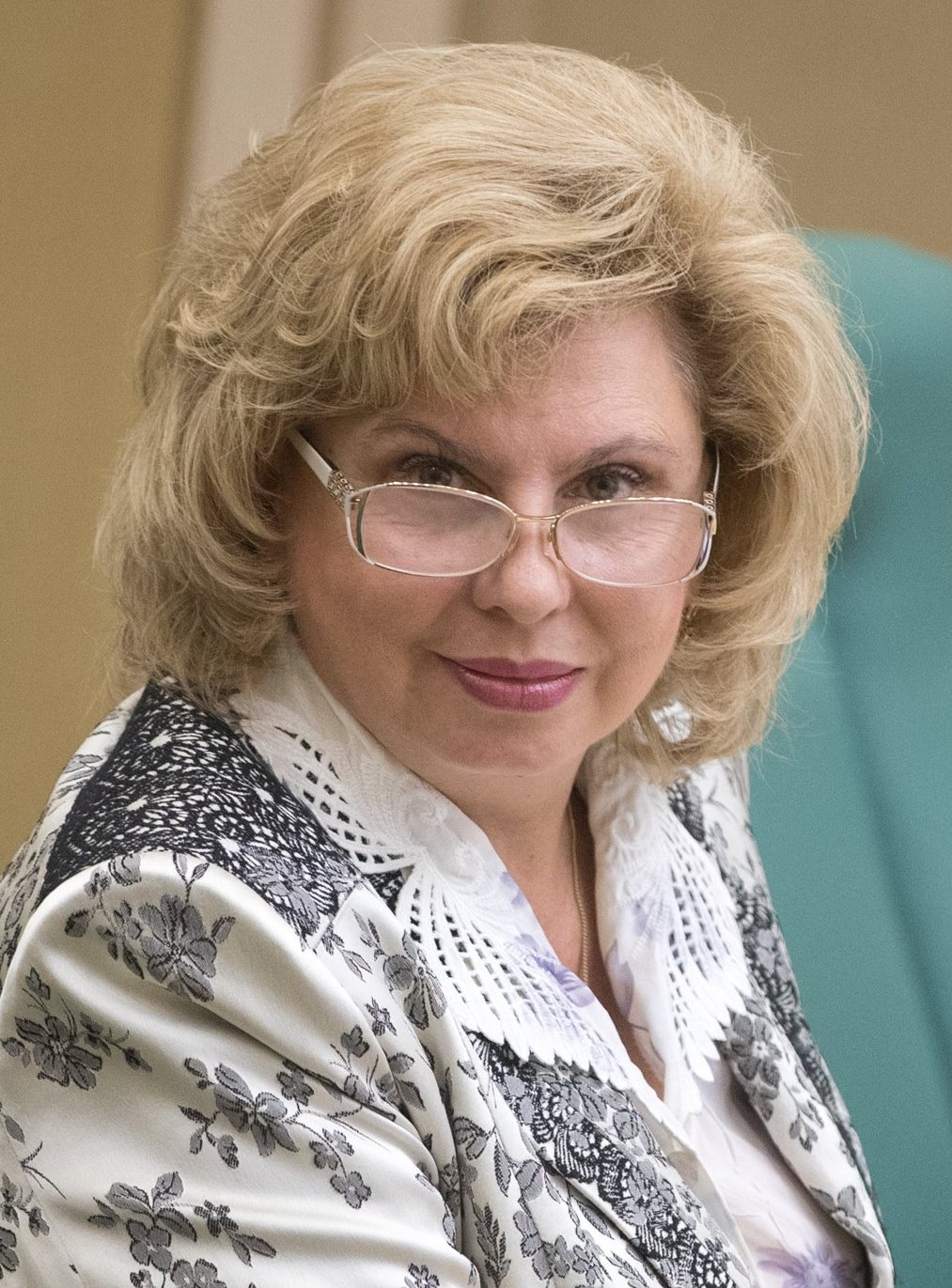
Tatjana Nikolajewna Moskalkowa, 2017

Tatjana Nikolajewna Moskalkowa (russisch Татьяна Николаевна Москалькова, englisch Tatyana Moskalkova; * 30. Mai 1955 in Witebsk, Weißrussische SSR, Sowjetunion) ist eine russische Politikerin. Sie ist seit 2016 sogenannte „Menschenrechtsbeauftragte“ der Russischen Föderation.

## Leben
Tatjana Moskalkowa war seit 1974 in der Abteilung für Begnadigungen beim Obersten Sowjet der Russischen SFSR tätig. 1978 beendete sie ein Fernstudium in Jura.
Seit 1984 war sie im Rechtsdienst des Innenministeriums der UdSSR tätig, seit 1992 der Russischen Föderation. Dort erwarb sie zuletzt den Rang eines Generalmajors der Polizei.
Bei der Parlamentswahl in Russland 1999 kandidierte Moskalkowa erfolglos für die Partei Jabloko im Wahlkreis Rybinsk der Provinz Jaroslawl.
Seit 2007 war sie Abgeordnete der Partei Gerechtes Russland in der Staatsduma. Am 22. April 2016 wurde sie von der Duma zur Menschenrechtsbeauftragten der Russischen Föderation gewählt. Im April 2021 wurde sie nach Wiederwahl im Amt bestätigt.